# NGC 6619
NGC 6619 ist eine elliptische Galaxie vom Hubble-Typ E1 im Sternbild Herkules am Nordsternhimmel. Sie ist schätzungsweise 233 Mio. Lichtjahre von der Milchstraße entfernt und hat einen Durchmesser von etwa 80.000 Lj.
Im selben Himmelsareal befinden sich u. a. die Galaxien NGC 6623 und NGC 6628.
Die Typ-Ia-Supernova SN 2012dz wurde hier beobachtet.
Das Objekt wurde am 6. Juni 1864 vom deutschen Astronomen Albert Marth entdeckt.